# Rik (Zeitschrift)
Unter dem Namen rik erscheint seit April 1985 monatlich (seit 2019 zweimonatlich) ein schwules Stadtmagazin in Köln. Der Titel rik ist ein Akronym von Raus in Köln, dem ursprünglichen Titel des Blattes.
Die rik ist gratis in Nordrhein-Westfalen zu erhalten, deckt inhaltlich Köln und das Rheinland ab und erscheint jeden zweiten Monat mit einer Auflage von ca. 18.000 Exemplaren (Verlagsangabe).
Das Heft wurde 1985 von Aktivisten des Kölner Schwulen- und Lesbenzentrums entwickelt und erschien zunächst im Eigenverlag des Vereins Emanzipation e.V., der das Zentrum betrieb. Von 1998 bis Juli 2012 erschien die rik im Verlag MATTEI Medien GmbH. Seit Juli 2012 hat die DAA Deutsche Audio Agentur GmbH mit Sitz in Berlin den Titel übernommen. Deren Geschäftsführer ist der Herausgeber des bundesweiten Schwulenmagazins blu. Chefredakteure der rik waren Lutz van der Horst und Thomas Habke (1998 bis 2000), Björn Reinfrank (2000 bis 2006) und Torsten Bless (bis zur Aprilausgabe 2012).
Die Geschäftsräume befinden sich seit mehreren Jahren im Friesenviertel in Köln.
Zusammen mit den Magazinen EXIT (Ruhrgebiet und Münster), GAB (Frankfurt und Rhein-Main/Neckar), hinnerk (Hamburg), Leo (München) und Siegessäule (Berlin) hat sich die rik im Juli 2007 zum schwulen Zeitschriften-Verbund Publigayte zusammengeschlossen. Seit dem 1. Januar 2013 gehören rik, EXIT und gab dem Verbund nicht mehr an.
2012 fusionierten GAB (Frankfurt und Rhein-Main/Neckar) und rik mit der blu Mediengruppe aus Berlin.